# Trickfilm (Stummfilmgenre)
Trickfilme waren in der Frühzeit des Kinos kurze Stummfilme mit innovativen Spezialeffekten.

## Geschichte
Das Genre des Trickfilms wurde von Georges Méliès in seinen ersten Filmexperimenten entwickelt, weshalb seine Werke zu den typischsten Beispielen des Genres zählen. Zu den weiteren Pionieren des Genres zählen die französischen Schausteller Émile und Vincent Isola, die britischen Zauberkünstler David Devant und John Nevil Maskelyne, sowie die amerikanischen Kameramänner Billy Bitzer und James Stuart Blackton.
In den ersten Jahren des Films, insbesondere zwischen 1898 und 1908, war der Trickfilm eines der beliebtesten Filmgenres. Vor 1906 war es wahrscheinlich nach den Aktualitätenfilmen das häufigste Filmgenre. Zu den in Trickfilmen verwendeten Techniken gehörten Zeitlupe and Zeitraffer durch Änderung der Kamerageschwindigkeit, der sogenannte Stopptrick und verschiedene Kameraeffekte wie Mehrfachbelichtung.
Im Vereinigten Königreich fanden die „Trick-Neuheiten“ durch Robert W. Paul und Cecil Hepworth weite Verbreitung. John Howard Martin vom Filmduo „Cricks und Martin“ begann erst 1913 damit, Trickfilme zu produzieren. Allgemein ließ das britische Interesse an Trickfilmen 1912 nach und selbst aufwendige Filme wie Méliès Die Entdeckung des Nordpols erhielten nur wenig Aufmerksamkeit.
Elements des Trickfilms überlebten jedoch in den Gags von Stummfilmkomödien wie Buster Keatons Sherlock, jr. Die spektakuläre Natur der Trickfilme lebte auch in anderen Genres wie Musikfilmen, Science-Fiction-Filmen, Horrorfilmen und Mantel-und-Degen-Filmen weiter.

## Stil
Trickfilme sollten nicht mit kurzen Stummfilmen verwechselt werden, die konventionelle Bühnentricks nutzen (vom Filmhistoriker Matthew Solomon als „films of tricks“ bezeichnet). Stattdessen nutzen Trickfilme Filmtechniken, um Illusionen zu erzeugen.
Allgemein vermitteln Trickfilme einen lebhaften Humor, weniger durch Witze oder komödiantische Situationen als dadurch, Dinge geschehen zu lassen, die eigentlich unmöglich erscheinen. Der Philosoph Noël Carroll stellte fest, dass der Humor in Méliès Trickfilmen „eine Sache der Freude sei, die von wunderbaren Transformationen und physikalisch unmöglichen Ereignissen getragen wird [...] eine Komödie der metaphysischen Befreiung, die die Möglichkeit feiert, die Gesetze der Physik durch die Gesetze der Phantasie zu ersetzen.“